# Ceinos de Campos
Ceinos de Campos è un comune spagnolo di 272 abitanti situato nella comunità autonoma di Castiglia e León.